# 普里耶涅
普里耶涅古希腊城邦，位于伊奥尼亚爱琴海沿岸（今土耳其艾登省），伊奥尼亚联盟城邦之一。当地以古希腊建筑和艺术而知名。